# Matipu
Matipuhy (Matipu), pleme karipskih Indijanaca s gornjeg Xingua u brazilskoj državi Mato Grosso uz rijeke Kulisevo i Buriti. Populacija im je dosta niska, 103 (Funasa - 2006). Ribari, lovci i poljodjelci (manioka i kukuruz); plesna svečanost Quarup. Matipu su po jeziku najsrodniji plemenima Kuikúro, Kalapálo i Bakairi.

## Vanjske poveznice
- Matipu